# Oulston
Oulston – osada i civil parish w Anglii, w hrabstwie North Yorkshire, w dystrykcie (unitary authority) North Yorkshire. W 2011 civil parish liczyła 149 mieszkańców. Oulston jest wspomniana w Domesday Book (1086) jako Ulueston/Uluestone/Uluestun.